# 南惠提爾 (加利福尼亞州)
南惠提爾（英語：South Whittier）是位於美國加利福尼亞州洛杉磯縣的一個人口普查指定地區。

## 地理
南惠提爾的座標為33°56′05″N 118°01′51″W / 33.93472°N 118.03083°W，而該地最高點為海拔高度54米（即177英尺）。

## 人口
根據2010年美國人口普查的數據，南惠提爾的面積為13.846平方千米，當中陸地面積為13.824平方千米，而水域面積為0.022平方千米。當地共有人口57156人，而人口密度為每平方千米4,127人。